# Л
Л هو حرف من الأبجدية السيريلية، يقابله بالعربية الحرف ل وهو ينطق بنفس الطريقة عدا عندما يسبقه حرف تذوقي. ونحدر هذا الحرف من الحرف اليوناني لامدا. ويجدب عدم الخلط بين هذا الحرف والحرف П، والمعروف باستواء ساقي هذا الحرف، وهو الحرف الثاني عشر في الأبجدية البلغارية والحرف الثالث عشر في الأبجدية الروسية.